# Chantal Detcherry

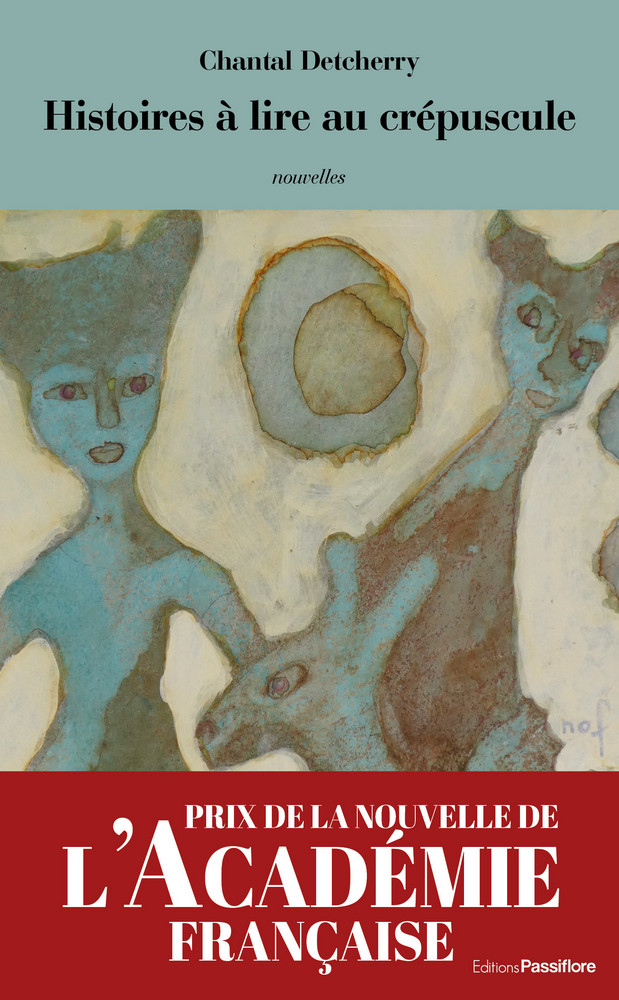
Couverture du titre Histoires à lire au crépuscule, Prix de la Nouvelle de l'Académie Française.

Chantal Detcherry, née en 1952 à Bourg (Gironde), est une écrivaine française, romancière, nouvelliste et poètesse.

## Biographie
Chantal Detcherry est née en 1952 à Bourg-sur-Gironde, dans un milieu modeste d'ouvriers agricoles, d'un père landais et d'une mère autrichienne. Elle a suivi des études secondaires au Lycée Jaufré Rudel de Blaye, puis à Bordeaux des études universitaires de lettres et d'histoire de l'art à l'Université Bordeaux-Montaigne. Elle est docteur ès lettres et a exercé sa carrière d'enseignante-chercheuse dans cette université. Elle vit en Aquitaine.
Chantal Detcherry est lauréate du Prix de la Nouvelle de l'Académie française 2020 pour son recueil Histoires à lire au crépuscule.

## Thématiques
Chantal Detcherry a écrit sur l'Inde, le Sahara, le Népal, le Tibet, la Grèce. Dans ces livres d'impression de voyage son regard privilégie les populations paysannes, les pratiques cultuelles les plus anciennes, les arts sacrés et populaires, les populations tribales.
Parallèlement, elle écrit de la poésie, des nouvelles, des textes sur la photographie et des récits plus intimistes qui se situent dans son pays d'enfance : l'estuaire de la Gironde.
L'essentiel de sa production littéraire se centre sur l'évocation du milieu paysan et sur le monde vivant, animaux, arbres et paysages, souvent décrits sous l'angle du rêve.

## Œuvres

### Impressions de voyage
- Dans la main de l’Inde, Éditions Fédérop, 2000, 168 p.  (ISBN 2-85792-124-1).
- Une racine entre deux pierres, le Népal, Éditions Fédérop, 2008, 176 p.  (ISBN 978-2-85792-181-3)
- Les Larmes du Tibet, Éditions Fédérop, 2008, 61 p.  (ISBN 978-2-85792-183-7)
- Voyage dans le bleu, rêver dans les îles grecques, Éditions Fédérop, 2015, 188 p.  (ISBN 978-2-85792-222-3)

### Romans, récits, nouvelles
- Riches Heures, Éditions Fédérop, 2005, 184 p.  (ISBN 2-85792-160-8) / (Grand Prix Littéraire d’Aquitaine 2005).
- L’Apparition, Éditions Le Radeau de la Méduse, Bordeaux, 2005 (livre d’artiste avec des gravures de Jean-Michel Charpentier).
- La Fiancée du Mascaret, Éditions In8, 2006, 25 p.  (ISBN 2-916159-16-9)
- L’Imposition, Éditions Pleine Page, Bordeaux, 2007, 218 p.  (ISBN 978-2-91-340655-1).
- La vie plus un chat, Éditions Passiflore, 2015, 161 p.  (ISBN 978-2-918471-40-0)
- Le Sentiment de l’estuaire, Éditions Le Festin, 2017, 180 p.  (ISBN 978-2-36062-166-8)
- Histoires à lire au crépuscule, Éditions Passiflore, 2019, 140 p.  (ISBN 978-2-918471-98-1)
- Beaux habitants de l’univers, Éditions Passiflore, 2020, 172 p.  (ISBN 978-2-37946-033-3)
- Les jours de sable, Éditions Passiflore, 2023, 180 p.  (ISBN 978-2-37946-081-4)
- Ainsi qu’un lion dévorant, Éditions Passiflore, 2025, 216 p.  (ISBN 978-2-37946-130-9)

### Poésie
- Saisons de sable, Éditions Fédérop, 2003, 112 p.  (ISBN 2-85792-138-1)
- En ce jardin où je m’avance, Éditions Pleine Page, Bordeaux, 2006, 49 p.  (ISBN 2-913406-33-5) / (Grand Prix de poésie contemporaine Poésie Yvelines 2006 Maison de la poésie des Yvelines / Prix Olympique 2006)
- Gens des arbres, (avec des photographies de l’auteur) Éditions Passiflore, 2018,  (ISBN 978-2-918471-72-1)

### Écrits en dialogue avec des photographes et/ou des artistes singuliers
- Ce monde d’où on disparaît, Jean Bernaleau la photographie humaniste à Blaye, Éditions Pleine Page, Bordeaux, 2009,  (ISBN 978-2-913406-98-8).
- Sables, Éditions Passiflore, 2016 (sur des photographies de Michel Barrière)  (ISBN 978-2-918471-57-8)
- Jephan de Villiers, guetteur de mémoires et de mondes oubliés, Maison des Douanes de St Palais-sur-Mer, 2017,  (ISBN 978-2-914463-48-5).
- Visages de l’estuaire dans l’objectif de Jean Bernaleau, Éditions Le Festin, 2020, 224 p.  (ISBN 978-2-36062-258-0)
- Nof, maîtresse de l’hirsute ou l’harmonie du saugrenu, Éditions L’Atelier des brisants, 2020, 120 p.  (ISBN 978-2-84623-157-2)
- Entre lande et ciel, livre d'aquarelles sur les chapelles romanes, avec le peintre Philippe Valliez, Éditions Passiflore, 2021. (ISBN 978-2-37946-055-5)

### Participation à des ouvrages collectifs
- Écumes, Éditions Pleine Page, 2005  (ISBN 2-913406-27-0)
- Lumières du Sud-Ouest, Éditions Le Festin, 2009  (ISBN 978-2-915262-99-5)
- Itinérances autour de Bordeaux, carnet métropolitain, Éditions du Sud-Ouest / Arc-en-rêve, 2011  (ISBN 978-2-8177-0145-5)
- Abécéd’eau d’Aquitaine, Éditions Pleine Page / Savoir-Faire d’Aquitaine, 2011  (ISBN 978-2-36042-007-0)
- Du feu que nous sommes, anthologie poétique, Éditions Abordo, 2019  (ISBN 979 -10-92965-21-6)
- Jephan de Villiers, Des figures de silence, Prisme Édition, Bruxelles, 2021,  (ISBN 978 -2-930451-36-7)

### Articles, préfaces, contributions universitaires, autres
- Jean Giono ou la conscience de Pan, in « Le Retour de l’Archaïque », Modernités no 7, Presses Universitaires de Bordeaux, 1992.
- M le Maudru, in « Jean Giono », Le Cheval de Troie no 12, 1995   (ISSN 1146-1691)
- Les Possédés du Kathakali, in Enchantements, Mélanges offert à Yves Vadé, Modernités no 16, Presses Universitaires de Bordeaux, 2002  (ISBN 2-86781-277-1)
- Pour être lu en son absence, préface à Claire Benedetti, Traductories, éditions Les amis de la poésie, 2008  (ISSN 1954-8729)
- Marauder dans les jardins du maître, préface à Nicole Lombard, Les volets verts du Paraïs, Éditions Le Bon Albert, 2016
- Blaye au tempo de Moderato cantabile, Le Festin no 104, hiver 2018  (ISBN 978-2-36062-185-9)
- La Corniche sur la Gironde, Le Festin no 109, printemps 2019  (ISBN 978-2-36062-224-5)
- L’Enchanteur enchanté, postface à Marc Petit, Échos du temps du rêve, Tischenko Galerie, 2019
- Le Geste et la couleur, Danièle Farrat, préface au catalogue d’exposition, Bibliothèque du Magnolia, 2020
- Entre eaux et lumières, Carnets métropolitains de Bordeaux, (Cambo #18), à paraître novembre 2020

## Récompenses
- Grand Prix Littéraire d’Aquitaine pour Riches Heures (2005)[3].
- Grand Prix de Poésie contemporaine « Poés’Yvelines » pour En ce jardin où je m’avance (Maison de la Poésie, Saint-Quentin-en-Yvelines) (2006)[4].
- Prix Olympique de Poésie pour En ce jardin où je m’avance (2006).
- Prix ARDUA-Yolande-Legrand pour l’ensemble de son œuvre (2016)[5]
- Quintet final du prix littéraire 30 Millions d'amis pour Beaux habitants de l'univers (2020)[6]. Note: le Prix littéraire 30 Millions d’Amis est finalement reporté au printemps 2021 par « solidarité » avec les librairies contraintes de fermer avec le reconfinement[7].
- Prix de la Nouvelle de l'Académie française (2020) pour Histoires à lire au crépuscule[1],[8].